# Lange Bleek
De Lange Bleek is een natuurgebied van ongeveer 275 ha, dat gelegen is in de gemeente Heeze-Leende, nabij Sterksel. Het gebied sluit aan bij de Herbertusbossen, waarmee het een beheerseenheid van het Brabants Landschap vormt, en bij de Somerense Heide. Ook grenst er een landbouwgebied aan, dat in toenemende mate extensief wordt beheerd. De Lange Bleek bestaat voornamelijk uit naaldbos, waarin twee heidevelden zijn uitgespaard. Bovendien ligt er een ven, Bultven genaamd, in het gebied dat in 1994 werd opgeschoond. Hierin kan men Gagel, Moeraswolfsklauw en Kleine zonnedauw vinden.
Het gebied wordt deels begraasd door runderen en schapen.
De Lange Bleek is vrij toegankelijk.

## Geschiedenis
Omstreeks 1850 bestond het gebied nog geheel uit woeste heidegrond met daarin een aantal vennen (Bultven, Lange Bleek, Peelven, Rouwvennen en Turfven). Ook lag er, ter hoogte van de huidige instelling Providentia, de buurtschap Braak.
Vanaf 1887 begon men met de aanplant van -vooral- naaldhout, en in 1900 was er reeds 125 ha aangeplant. Het gebied kwam in handen van de Eindhovense textielfabrikantenfamilie Elias. Er werd een landhuis gebouwd. Niet lang na 1900 werden de meeste vennen drooggelegd en ontgonnen voor de landbouw. Slechts het Bultven en enkele heidgebiedjes overleefden deze ingreep.
Naast land- en bosbouw werd het gebied ook als landgoed voor de jacht gebruikt. De (Joodse) familie Elias moest echter aan de vooravond van de Tweede Wereldoorlog vluchten en emigreerde naar Amerika. Het landhuis werd in beslag genomen door de bezetters, welke er een verblijf inrichten. Daarom werd het in 1944 door het verzet in brand gestoken. De fundamenten ervan zijn nog aanwezig.
In 1964 werd het gebied gekocht door het Philips Grondbedrijf. Ook nu werd er nog naaldhout aangeplant, maar uiteindelijk werd het gebied in 1981 gekocht door de Stichting Brabants Landschap. Sinds die tijd werd het beheer van het gebied op natuurbehoud gericht. Zo werden in 1995 Schotse hooglanders ingezet en werd de heide bij het Bultven in 2006 afgeplagd.